# おけさのひょう六
『おけさのひょう六』（おけさのひょうろく）は、手塚治虫による短編漫画。『週刊少年マガジン』1974年4月21日号所載。

## 概要
それまで青年向けの劇画ばかりを扱ってきた『週刊少年マガジン』は、『週刊少年ジャンプ』に部数で引けを取るようになった。『マガジン』の編集長は、その対抗策として「W3事件」以来関係の冷えきっていた手塚治虫を起用しようと考えるが、手塚は『ブラック・ジャック』の連載が決定したばかりであったためすぐに他の新作に取りかかれる状況ではなかった。そこで手塚を迎えるにあたって、まず『手塚治虫30年史』という特集を組み、その後月一回手塚による書き下ろし短編を掲載することとした。この特集に同時掲載されたのが読み切り短編の『おけさのひょう六』であり、マガジン版『W3』の打ち切り後初めて『週刊少年マガジン』に掲載された手塚作品となった。
漫画原作家の黒沢哲哉が手塚本人に聞いたところでは、手塚はマガジンの編集部から「これまで手がけたことのないジャンルの作品を描いてほしい」と言われたのだという。その結果この作品は“創作民話”という独特な形態をとっている。この作品の発表後、マガジンの編集部から次はSFを描いてほしいという声があったため、『三つ目がとおる』が生まれることになる。
単行本では講談社版手塚治虫全集88巻『メタモルフォーゼ』（ISBN 978-4061086883）などに収録されている。

## あらすじ
昔、佐渡国に踊りの達者な「ひょう六」という少年がいた。彼は成長するにつれ、その踊りで圧政を敷く殿様を風刺するようになった。それが気に入らない殿様は彼の目を潰し、妻を弄んで売り飛ばすなどして踊りをさせまいとするが、それでも飼い猫のチリがその意志を継いで踊り続ける。やがてひょう六の後を追ってチリも永眠するが、その踊りは「佐渡おけさ」として知られるようになった。

## 演劇
劇団民話芸術座が本作を原作とし、小村哲生脚色・演出で、演劇版を公演している。